# Потураєв Микита Русланович
Микита Русланович Потураєв (4 вересня 1970 , Дніпро ) — український політик, експерт з комунікацій, політичного і медіа-консалтингу. Народний депутат України IX скл., голова Комітету ВРУ з питань гуманітарної та інформаційної політики (із 17 червня 2020 року).

## Життєпис
Онук радянського, українського ученого-механіка, академіка АН УРСР Потураєва Валентина Микитовича.
У 1992 році закінчив філологічний факультет Дніпровського національного університету за спеціальністю «Англійська мова та література». Кандидат політичних наук.
Є співзасновником громадської організації «Квантум фьючер лаб». Працював на керівних посадах у медіахолдингу Starlight Media, був директором «Фокус Медіа». Раніше обіймав посаду першого заступника голови Національної ради України з питань телебачення і радіомовлення.
Радник президента Зеленського з політичних питань.
Кандидат у народні депутати від партії «Слуга народу», обраний на 2019 року, № 97 у списку. На час виборів: директор ТОВ «Фокус Медіа», безпартійний. Проживає в місті Дніпро.
Заступник голови комітету з питань гуманітарної та інформаційної політики (з 29 серпня 2019 року), голова підкомітету з питань інформаційної політики.

### Трудовий шлях
- З 1990 — в молодіжній редакції Дніпропетровської обласної телерадіокомпанії.
- З 1992 — редактор ТО «Відеофільм» Дніпропетровської ОДТРК.
- 1993—1994 — редактор редакції інформації, зав. відділу економіки програм, Дніпропетровська міська студія телебачення.
- 1994—1995 — заступник голови департаменту зв'язків зі ЗМІ, Дніпропетровський бізнес-центр «Комінфо».
- 1995—1996 — головний редактор редакції інформації, головний редактор редакції програм на замовлення УТ-1, телекомпанія «Приват ТБ Дніпро».
- 1996 — автор і ведучий телевізійних програм, телекомпанія «Дніпровий град», 11 канал.
- 1996—1997 — викладач катедри журналістики факультету систем і засобів масової інформації та комунікації, Дніпропетровський державний університет.
- 1997—1998 — голова департаменту зв'язків із громадськістю, ФПК «Єдині енергетичні системи України».
- 1998 — керівник політичних і виборчих проєктів, Центр сприяння розвитку місцевого самоврядування і громадських зв'язків «Третій сектор».
- 1998—1999 — керівник і продюсер проєктів, Рекламно-інформаційна агенція «Інститут інформації».
- 1999—2000 — випусковий редактор, автор і ведучий програм, телекомпанія «Вуличне телебачення».
- 2000—2001 — член, перший заступник голови Національної ради України з питань телебачення і радіомовлення[6].
- з 2019 — радник президента України Зеленського.
- з 2019 — народний депутат України IX скликання.
- з 2020 — голова Комітету Верховної Ради України з питань гуманітарної та інформаційної політики.
- 5 липня 2023 року — Микиту Потураєва обрано віцепрезидентом Парламентської асамблеї ОБСЄ.[7]

2 листопада 2021 задекларував купівлю автомобіля «Subaru Forester» за 1,1 млн грн.
Депутат Потураєв звернувся до регламентного комітету Верховної Ради зі скаргою, в якій вимагає позбавити Порошенка права бути присутнім на пленарному засіданню за начебто образу Яременка в приватному діалозі.

## Погляди
2014 року Потураєв називав Росію «фашистською державою», а УПЦ МП — «бісо-патріархатом», бажав смерті Путіну, і навіть пропонував відтворити Річ Посполиту на противагу Росії. РФ він пропонував «відкинути в кам'яний вік», а сепаратистам — «рубати голови і садити на кіл».
2015 року в зламаному листуванні Суркова з російською агентурою Потураєв фігурує як «точка входу» — особа, яка погодилася співпрацювати з Кремлем та просувати в Україні російські інтереси. Потураєв ішов у списку першим, як найбільш перспективний контакт, і вказано, що з ним проведено попередні розмови про проблему проросійської позиції в Україні, і ця тема викликала у нього інтерес, і він зацікавлений у співпраці й готовий запропонувати ідеї та проєкти.
У 2019 році він вважав, що у разі необхідності В. Зеленський може оголосити загальну мобілізацію та триматися за кожен клаптик землі, а за певних обставин навіть може віддати наказ про наступ на Донбасі.
На посаді голови комітету з питань гуманітарної та інформаційної політики Потураєв неодноразово відзначився просуванням антиукраїнських ініціатив. У 2023 році на посаді голови комітету Верховної Ради з питань гуманітарної та інформаційної політики виступав проти послаблення використання державної мови у сфері обслуговування споживачів.

Виступає за розпад рф на низку незалежних держав:
Росія перестане представляти небезпеку для сусідів лише якщо перетвориться на низку держав, конфедерацію
Вважає, що рф потрібно виключити зі складу ПА ОБСЄ:
…їх треба виштовхати стусанами, щоб весь світ побачив, що міжнародні організації не тільки здатні говорити про спільну безпеку, а ще й робити конкретні кроки для того, щоби карати тих, хто порушує принципи спільної безпеки